# Kosuke Matsuda
Kosuke Matsuda (født 26. september 1986) er en japansk fodboldspiller.
Han har spillet for flere forskellige klubber i sin karriere, herunder YSCC Yokohama.